# Bikaru jezik
Bikaru jezik (ISO 639-3: bic; bugalu, pikaru), sepički jezik kojim govori oko 100 ljudi (Wurm and Hattori 1981) istoimenog nomadskog plemena u provinciji East Sepik u Papui Novoj Gvineji, na gornjim tokovima rijeke April River.
Bikaru se dalje klasificira skupini sepik hill i s još četiri jezika podskupini samo.

## Vanjske poveznice
- Ethnologue (14th)
- Ethnologue (15th)